# Fred Alemão
Fred Horst Maehlmann, mais conhecido como Fred Alemão ou simplesmente Alemão (Alemanha, início do Século XIX — Fortaleza, década de 1980), foi um futebolista alemão que atuava como atacante.

## Carreira
Fred nasceu na Alemanha Nazista no início do século passado, não se sabe exatamente quando ou onde. Aportou em Fortaleza em 1938, e logo aprendeu a falar português e começou a fardar a camisa do Tricolor de Aço. No Campeonato Cearense daquele ano, o Leão foi campeão — vencendo o Maguari-CE, na final, por 7–4 — com a seguinte escalação: Zé Augusto; Pé Duro e Zé Félix; Jaburu, Carinha e Babá; Jombrega, Vem-vem, Mundico, Juracir e Fred Alemão (Bacurim).
Fred era judeu e fugiu do país germânico durante o regime nazista de Adolf Hitler em 1938. Estreou pelo Fortaleza no dia 1 de maio do ano de sua chegada, na derrota por 3–2 para o Estrela do Mar, no Campo do Prado. O zagueiro Cabral e Jombrega marcaram pelo Leão, enquanto os gols do Estrela do Mar foram marcados por Masseteiro, Acácio e Joãozinho.
Alemão tem registrados pelo menos 11 gols no certame daquele ano, sendo três no 5–3 sobre o Colégio Militar e os outros oito no jogo em que fez história. No dia 10 de julho, Fortaleza e Iracema se enfrentavam no Campo do Prado, o Leão atropela e vence por 11–2, com Fred marcando oito vezes (seis deles de cabeça) e, de acordo com periódicos da época, o árbitro Agenor Pinto ainda teria anulado três gols legítimos do jogador. O jornal O Povo estampava em sua capa: "Um 'score' alarmante – Alemão entusiasmou a assistência com suas cabeçadas fenomenais". Vem-vem (duas vezes) e Bacurim marcariam os outros gols alencarinos, com Pirão e Oto descontando para o Iracema. Alemão se destacava com sua altura, representando perigo por cima para as defesas adversárias, sendo cotado para ser eleito o melhor jogador do torneio, porém uma contusão o tiraria da disputa antes do fim do certame. O prêmio acabou ficando com Mundico, atacante e artilheiro do próprio Fortaleza e do Estadual, que havia marcado 28 gols.
Em 1939, Fred Alemão acabou indo para o Maguari, mas, a partir daí, pouco se sabe sobre sua vida. Sua nova equipe foi apenas quarta colocada no Estadual ganho pelo Ceará. Os registros depois disso são poucos: sabe-se que viveu e fez família na capital cearense até sua morte, que ocorreu durante os anos 1980. Apesar do pouco período, Fred marcou história, sendo, até os dias atuais, o jogador que mais marcou gols em uma só partida no futebol cearense.

## Títulos
Fortaleza
- Campeonato Cearense: 1938

## Campanhas de destaque
Maguari
- Campeonato Cearense: 1939 (quarto colocado)

## Recordes individuais
- Jogador com maior número de gols em uma única partida do futebol cearense (8 gols): Fortaleza 11–2 Iracema, em 10 de julho de 1938, pelo Campeonato Cearense.
- Jogador estrangeiro com mais gols pelo Fortaleza, 14 gols